# Campeonato Mundial de Remo de 2027
El LV Campeonato Mundial de Remo se celebrará en Lucerna (Suiza) en el año 2027 bajo la organización de la Federación Internacional de Sociedades de Remo (FISA) y la Federación Suiza de Remo.
Las competiciones se realizarán en el canal de remo del lago Rotsee, ubicado al norte de la ciudad helvética.